# Moshe Katsav
Moshe Katsav (tiếng Hebrew: משה קצב, tên khai sinh Mūsā Qasāb, tiếng Ba Tư: موسى قصاب, sinh 5 tháng 12 năm 1945) là tổng thống Israel thứ 8, thành viên đảng Likud của Knesset Israel, và từng là bộ trưởng trong nội các Israel.
Moshe Katsav kết thúc nhiệm kỳ với những bê bối liên quan đến hãm hiếp một phụ nữ và quấy rối tình dục những phụ nữ khác. Katsav từ chức tổng thống ngày 1 tháng 7 năm 2007. Trong trường hợp chưa từng có trước đây, Ngày 30 tháng 12 năm 2010, Katsav bị kết án về hai tội hiếp dâm, cản trở công lý và những tội khác.